# Cecilia Hart
Cecilia Hart (19 de febrero de 1948 - 16 de octubre de 2016), conocida como Ceci Jones, fue una actriz de teatro y televisión estadounidense. Hart es reconocida por su papel como Stacey Erickson en la serie policíaca de la CBS Paris, emitida originalmente entre 1979 y 1980. En la serie conoció al actor James Earl Jones, con quien se casó en 1982.

## Biografía
Nativa de Cheyenne, Wyoming e hija de un coronel del ejército y un ama de casa, Hart se mudó a la ciudad de Nueva York para iniciarse como actriz. Apareció en la obra de teatro de Tom Stoppard Dirty Linen and New-Found-Land entre enero y marzo de 1977, ganando en 1977 el premio Theatre World. En Broadway se le pudo ver en otras producciones como The Heiress (1976), Design for Living (1984) y en Othello en el papel de "Desdémona" en marzo de 1982. Hart actuó junto a Paxton Whitehead en cinco obras antes de aparecer juntos en Bedroom Farce en el Westport Country Playhouse en 2015. La producción fue exhibida entre el 25 de agosto y el 13 de septiembre de 2015.

## Vida personal
Hart se casó con el actor Bruce Weitz en 1971; se divorciaron en 1980. Se casó con el actor James Earl Jones en 1982. Tuvieron un hijo, Flynn Earl Jones, y estuvieron casados hasta la muerte de Hart a causa de cáncer de ovarios.

## Filmografía
| Año       | Título                            | Rol                                      | Notas        |
| --------- | --------------------------------- | ---------------------------------------- | ------------ |
| 1978      | Emergency!                        | Nancy Halverson                          | 1 episodio   |
| 1978      | The Runaways                      | Carolyn Roberts                          | 1 episodio   |
| 1978      | Three's Company                   | Gloria                                   | 1 episodio   |
| 1978      | A Woman Called Moses              | Susan Broadas                            |              |
| 1979      | Quincy M.E.                       | Jackie Curtis                            | 1 episodio   |
| 1979      | Most Deadly Passage               | Lucy Halverson                           |              |
| 1979–1980 | Paris                             | Stacey Erickson                          | 13 episodios |
| 1980      | The Silent Lovers                 | Norma Shea                               |              |
| 1982      | Freedom to Speak                  |                                          | Miniserie    |
| 1986      | Mr. Sunshine                      | Janice Hall                              | 11 episodios |
| 1989      | The Days and Nights of Molly Dodd | Gail Horner                              | 1 episodio   |
| 1989      | Starting Now                      | Felicia Kent                             |              |
| 1989      | MacGyver                          | Kate Hubleio                             | 1 episode    |
| 1990      | Gabriel's Fire                    | Harley Kovacs                            | 1 episodio   |
| 1990      | Charles in Charge                 | Elaine Colfax                            | 1 episodio   |
| 1992      | Pros and Cons                     | Lauren                                   | 1 episodio   |
| 1993–1998 | Law & Order                       | Mary Bradley Marcia Stamell Greta Singer | 3 episodios  |
| 2006      | The King of Central Park          | Lydia                                    |              |